# علم الدولة الصفوية
كان علم الدَّولة الصفويَّة مُكونًا من خلفيَّة خضراء يتوسَّطها شعار الأسد والشَّمس فكان الأسد تجليًا للإمام علي بن أبي طالب  في حين عبَّرت الشَّمس المُشرقة عن «عظمة الله». وقد شهدت الرَّاية الصفويَّة تغيُّرات خلال تاريخها الطويل.